# Tempi bui
Tempi bui è il secondo album del gruppo musicale italiano alternative rock dei Ministri, pubblicato il 6 febbraio 2009 dall'etichetta discografica Universal Music Group.

## Il disco
Il disco è pubblicato a tre anni di distanza dal precedente LP I soldi sono finiti ed è il primo pubblicato per una major. È stato realizzato in collaborazione con il producer Alessio Camagni. Registrato e mixato dallo stesso Camagni e da Takedo Gohara presso lo studio Noise Factory di Milano, il disco è stato masterizzato da Brian Gardner al Bernie Grundman studio di Hollywood. Le registrazioni di alcuni strumenti sono state effettuate presso le Officine Meccaniche di Milano da Taketo Gohara.
Si tratta di un concept album dedicato a critiche e a riflessioni sull'Italia contemporanea.
La title track Tempi bui è ispirata alla poesia di Bertolt Brecht Quelli che verranno dopo di voi. Il brano E se poi si spegne tutto è stato scelto da Luciano Melchionna come colonna sonora del suo film Ce n'è per tutti.

Il brano Diritto al tetto era stato già pubblicato nell'EP La piazza EP.
Dall'album sono stati estratti i singoli Tempi bui con relativo video, Bevo, anche questo con videoclip (regia di Francesco Collinelli e Don Daniele Torza) uscito all'inizio dell'estate 2009 in due versioni, La faccia di Briatore (regia di Alberto Sansone), che contiene immagini gentilmente concesse alla band da Medici Senza Frontiere e, in ottobre, E se poi si spegne tutto.
Il tour promozionale è partito da Milano il 5 febbraio 2009 ed è andato avanti fino al 2010.
Nella versione dell'album scaricabile da iTunes è presente una dodicesima traccia (bonus track) intitolata Chiediti come perdere peso.

## Tracce
1. Tempi bui
2. Bevo
3. Il futuro è una trappola
4. La faccia di Briatore
5. Il bel canto
6. La casa brucia
7. Diritto al tetto
8. Berlino 3
9. E se poi si spegne tutto
10. Vicenza (La voglio anche io una base a)
11. Ballata del lavoro interinale
12. Chiediti come perdere peso (traccia bonus)

## Formazione
- Davide Autelitano – voce, basso
- Federico Dragogna  – chitarra, voce
- Michele Esposito – batteria